# Tanya Tucker
 (décembre 2010).
Si vous disposez d'ouvrages ou d'articles de référence ou si vous connaissez des sites web de qualité traitant du thème abordé ici, merci de compléter l'article en donnant les références utiles à sa vérifiabilité et en les liant à la section « Notes et références ».
Tanya Denise Tucker, née le 10 octobre 1958 à Seminole au Texas, est une artiste américaine de musique country. Elle est âgée de treize ans à la sortie de son premier succès, Delta Dawn. Au fil des décennies, Tucker devint l'une des rares enfants chanteuses à ne pas perdre son public avec l'âge, et, au cours de sa carrière, elle se plaça souvent dans les Top 10 et 40. Elle a reçu plusieurs nominations aux prix décernés par la Country Music Association.
On peut retenir ses succès What's Your Mama's Name? et Blood Red and Goin' Down (1973), Lizzie and the Rainman (1975) et Strong Enough to Bend (1988).

## Enfance

### Avant la célébrité
Tanya Tucker était la plus jeune des trois enfants de Jesse « Beau » Tucker, un conducteur d'engins de chantiers. La famille déménageait souvent au gré de ses recherches d'un meilleur emploi. Les premières années de Tanya se passèrent principalement à Willcox, petite ville du comté de Cochise en Arizona, où l'unique station de radio de la ville diffusait de la musique country. Les Tucker se rendaient aussi à des concerts de maîtres du genre tels qu'Ernest Tubb et Mel Tillis, et la plus âgée des sœurs de Tanya, LaCosta, était louée pour ses capacités vocales. À huit ans, Tanya déclara à son père qu'elle deviendrait plus tard chanteuse de country.
Entre-temps, les Tucker avaient encore déménagé, cette fois à Saint George (Utah), où sa mère Juanita l'emmena à une audition pour le film Jeremiah Johnson. Tanya n'obtint pas le rôle le plus important, mais fut embauchée comme figurante. Grâce au dévouement de son père, c'est à cette époque qu'elle prit son premier break musical. Il conduisit Tanya et le reste de la famille à Phoenix pour l'Arizona State Fair en pariant que l'artiste prévue, la chanteuse country Judy Lynn, pourrait l'utiliser dans son spectacle. Elle ravit son audience et continua à chanter sur la foire.

### Débuts
Elle fit ses vrais débuts avec Mel Tillis, qui, impressionné par son talent, l'avait invitée à chanter sur scène. Elle déménagea ensuite à Las Vegas, où elle fit des concerts réguliers. Finalement, elle enregistra une maquette sur cassette qui obtint l'attention de la songwriter Dolores Fuller, qui la transmit au producteur Billy Sherrill, à cette époque à la tête de A&R à CBS Records. Il fut si impressionné par cette chanteuse adolescente qu'il la signa à Columbia Records.

## Carrière dans le country

### 1972-1979, la star ado de la country
Sherrill songea à faire enregistrer par Tucker The Happiest Girl In the Whole USA, qu'elle confia à Donna Fargo, lui préférant Delta Dawn, titre qu'elle avait entendu chanter par Bette Midler dans l'émission The Tonight Show. Sorti à l'automne 1972, la chanson devint un hit, pointant à la sixième place des charts country et faisant son apparition au fond des charts pop. Au début, Columbia Records tenta de mettre à l'arrière-plan l'âge de Tucker, mais le mot se répandit et elle devint vite une sensation. Une année après, la chanteuse australienne Helen Reddy deviendra numéro un des hits pop avec sa propre version de Delta Dawn.
Son deuxième single, Love's the Answer, devint plus tard en 1972 un hit du Top Ten. Et début 1973, What's Your Mama's Name, le troisième, fut son premier hit classé numéro un. Deux autres suivront,  Blood Red and Goin' Down et Would You Lay with Me (In a Field of Stone), faisant de Tucker une star de première importance. À cette époque, Tucker fut l'une des plus jeunes stars que la musique country ait jamais connue, à côté de Brenda Lee et de sa contemporaine Marie Osmond, et, plus tard, de LeAnn Rimes et Taylor Swift.
En 1975, elle signa avec MCA Records de nombreux succès qui la menèrent jusqu'à la fin des années 1970. Parmi eux, Lizzie and the Rainman, numéro un en country et seule de ses incursions dans le Top 40 pop (37e). Il figura aussi en dixième position des charts de la Adult Contemporary. À ces morceaux produits par la MCA à entrer dans les Top 10 des charts country s'ajoutent San Antonio Stroll, Here's Some Love et It's a Cowboy-Lovin Night.
En 1978, elle décida de changer radicalement son image et de s'ouvrir au rock avec son album TNT. Malgré la controverse causée par ce disque et sa couverture sexy, il finit en or l'année suivante avec deux hits, Texas (When I Die), cinquième en country et 70e en pop, et I'm a Singer, You're the Song.

### 1979-1984, déclin des ventes et batailles personnelles
La fin des années 1970 vit ses ventes décliner avec seulement deux succès en 1980. Cette même année, elle enregistra quelques chansons avec Glen Campbell, avec qui elle se lia, et fit un long métrage, Hard Country. En 1982, malgré un hit issu de son album Changes dans le Top 10, le succès la fuyait, aucun de ses singles ne figurant dans les Top 40 de 1983.
Elle commença à boire à l'approche de la vingtaine, l'expliquant ainsi « Tu bouges ton cul pour faire deux concerts par soir et toute cette adoration finit dans des chambres d'hôtels vides. C'est la solitude qui m'y a mise ». En 1978, elle déménagea à Los Angeles (Californie) pour essayer, vainement, d'élargir son audience à des publics pops, et réussir brillamment son adaptation à la vie nocturne de la Cité des anges : « J'étais la plus déchaînée, celle qui pouvait tenir debout le plus longtemps, celle qui buvait le plus, celle qui pouvait botter le plus gros cul de la ville. J'étais dans une mauvaise passe ». La jeune femme fit aussi le bonheur de la presse people avec une série de liaisons. Ses amours fameuses inclurent Merle Haggard (chanteur country de 21 ans son aîné), l'acteur Don Johnson, le chanteur pop Andy Gibb, et, plus notablement, la star du country et du western Glen Campbell avec qui elle eut une relation tumultueuse et un petit duo, Dream Lover.
Bien qu'elle partît pour Nashville mener une vie plus recluse après sa rupture avec Campbell en 1982, Tucker continua à boire et consommer de la cocaïne. Finalement, en 1988, sa famille la persuada d'entrer au Betty Ford Center. Elle commença par refuser les traitements, puis, à la suite d'entretiens personnalisés, son état commença à s'améliorer. Mais combattre la drogue et l'alcool ne la portait pas au sommet des charts, où aucun de ses singles ne figura pendant cette période.

### 1986-1997, retour à la country
En 1986, Tanya Tucker s'engagea avec Capitol Records, et, avec One Love at a Time, elle grimpa à la troisième place des charts, ce qui, avec son album Girls Like Me, relança sa carrière et en 1988, elle eut trois singles numéros un dans les charts country, I Won't Take Less Than Your Love (avec Paul Davis et Paul Overstreet), If It Don't Come Easy et Strong Enough to Bend.
Sa musique avait alors un style plus country-pop et up-tempo, mais c'est ce qui faisait son retour en grâce. Entre 1988 et 1989, Tanya Tucker vécut l'une de ses meilleures années en matière de palmarès country en y classant successivement huit titres. Ses albums étaient d'ailleurs certifiés or par la RIAA, après en avoir vendu 500 000 exemplaires. s'ensuivirent en 1989 un album intitulé Greatest Hits et un autre My Arms Stay Open All Night qui se classèrent dans les hits country.
1988 la vit aussi nommée au Country Music Association en tant que meilleure Female Vocalist of the Year ainsi qu'à d'autres cérémonies prestigieuses.
Après tant d'années dans la musique country, elle reçut finalement en 1991 le titre de meilleure chanteuse de l'année décerné par la Country Music Association, bien qu'elle ne put pas y assister, donnant naissance à son second enfant. Elle avait aussi été désignée Female Video Artist of the Year par la CMT. Huit titres consécutifs entrèrent dans le Top 10 au début des années 1990, comme Down to My Last Teardrop, (Without You) What Do I Do With Me et Two Sparrows in a Hurricane. Même si ses chansons n'étaient plus numéros un, elle regagnait le succès qu'elle avait précédemment connu plus jeune, devenant l'une des rares teen stars à ne pas s'éteindre avec l'âge adulte.
Elle avait alors plus de 20 ans de présence dans la musique country bien qu'elle n'eut pas encore 40 ans. En 1994, Hangin' On fut son dernier Top 5 et Top 10 pour un moment. Mais ce fut cette année-là qu'elle se produisit à la mi-temps du Super Bowl XXVIII. Elle était le plus gros cachet de son label, Capitol Records, et en 1997 retourna pour la dernière fois dans le Top 10 country avec son hit Little Things, et fut introduite dans le Texas Country Music Hall of Fame.

### 2000-2010, carrière musicale actuelle
Tanya Tucker fonda en 2002 Tuckertime Records pour s'assurer la maîtrise de ce qu'elle renregistrait et de ce qu'elle voulait réaliser, comme Tanya, album distribué par Capitol Records, produit par son fiancé, Jerry Laseter.
En 2005, elle sortit l'album Live at Billy Bob's Texas, contribua par deux chansons à un album d'hommage à Bob Wills intitulé A Tribute to Bob Wills 100th Anniversary et écrivit Ways to Beat the Blues on Fireside, livres de conseils pour se tirer d'affaire, et conseils donnés par quelques-uns de ses bons amis comme Willie Nelson, Brenda Lee, Little Richard ou Burt Reynolds.
Tanya Tucker enregistra un nouvel album, Lonesome Town, et chanta un duo avec une icône de la musique country, Billy Joe Shaver, Played the Game Too Long (Everybody's Brother, 2007).
En 2009, elle conclut un contrat pour un seul album avec Saguaro Road Records de TimeLife, le premier album de reprises de sa carrière, Love's Gonna Live Here (Buck Owens), Wine Me Up, Lovesick Blues, You Don't Know Me, Ramblin' Fever, Walk Through This World With Me, Big Big Love, Crazy Arms, After The Fire Is Gone et Oh Lonesome Me.

## Discographie
- 1972 : Delta Dawn
- 1973 : What's Your Mama's Name
- 1974 : Would you Lay With Me (In A Field Of Stone)
- 1975 : Tanya Tucker
- 1976 : Lovin' and Learning'
- 1976 : Here's Some Love
- 1977 : Ridin' Rainbows
- 1978 : TNT
- 1979 : Tear Me Apart
- 1980 : Dreamlovers
- 1981 : Should I Do It
- 1982 : Changes
- 1982 : Tanya Tucker Live (recorded live at the Nugget Hotel Casino Resort, Reno)
- 1986 : Gilrs Like Me
- 1987 : Love Me Like You Used To
- 1988 : Strong Enough to Bend
- 1990 : Tennessee Woman
- 1991 : What Do I Do With Me
- 1992 : Can't Run From Yourself
- 1993 : Soon
- 1994 : Box set 4 CD (compilation)
- 1995 : Fire To Fire
- 1997 : Complicated
- 2002 : Tanya
- 2009 : My Turn
- 2019 : While I'm Livin'
- 2023 : Sweet Western Sound

## Image d'Outlaw
Tanya Tucker est une des représentantes les plus connues de l'outlaw country, genre où les femmes se font plutôt rares.